# Lino D’Angiò
Lino D’Angiò (eigentlich Pasquale D’Angiò, * 17. Mai 1967 in Neapel) ist ein italienischer Schauspieler, Komiker und Fernsehmoderator.

## Leben
D’Angiò arbeitete als Leiter und Erfinder einiger Sendungen, darunter des erfolgreichen Formats „TeleGaribaldi“ für einen Regionalsender, in denen er ab 1996 zahlreiche komische Talente vorstellte; mit einigen Darstellern und seinen Kompagnons Alan De Luca und Stefano Bambini drehte er nach dem vorübergehenden Auslaufen des Formates 1999 den Kinofilm Non lo sappiamo ancora.
In den Folgejahren sah man D’Angiò für verschiedene Fernsehanstalten in satirischen Programmen, oft unter eigener Regie, in denen er zahlreiche Personen des öffentlichen Lebens seines Heimatlandes Italien parodierte. Immer wieder produzierte er mit seinem langjährigen Arbeitspartner De Luca neue Staffeln von „TeleGaribadi“, zuletzt für Canale 9.